# Hydrotaea hennigi
Hydrotaea hennigi är en tvåvingeart som beskrevs av Adrian C. Pont 1985. Hydrotaea hennigi ingår i släktet Hydrotaea och familjen husflugor. Inga underarter finns listade i Catalogue of Life.